# Georges Palante
Georges Toussaint Léon Palante (Pas-de-Calais, France, 20 de novembro de 1862 - Saint-Brieuc, France, 05 de agosto de 1925) foi um filósofo e sociólogo francês.
Defendeu as idéias individualistas aristocráticas similares a Nietzsche e Schopenhauer.  Ele se opôs ao Holismo de  Émile Durkheim, promovendo invés  o individualismo metodológico.

## Biografia
Palante nasceu em Blangy-les-Arras  no Pas-de-Calais, em 20 de novembro de 1862. Seu pai, Emile Palante, era um contador em Liège. Ele estudou sucessivamente na faculdade de Arras, onde se destacou em Latim, então no Liceu Louis-le-Grand,  Lycée Louis-le-Grand onde obteve seu diploma de bacharel.
Ele obteve o Bachelor of Arts na Universidade de Douai. Em 1885, começou sua carreira como professor de filosofia em Aurillac, onde conheceu sua futura esposa, Louise Genty, com quem se casou três anos depois. O casal teve uma filha, Germaine, em 1890. Entre 1886 e 1888, ele estudou em Châteauroux e em 1888 ele recebeu sua Agrégation em filosofia.
Ele se separou de sua primeira esposa, em 1890, e foi nomeado para ensinar no Liceu de Saint-Brieuc, na  Bretanha, em seguida, nos anos seguintes, em Valenciennes, La Rochelle e Niort. Em 1893, ele traduziu uma obra de Theobald Ziegler e começou a publicar artigos. Ele voltou em 1898 para o Liceu de Saint-Brieuc, na qual ele trabalhou para o resto de sua carreira de docente. Enquanto isso, ele continuou a trabalhar em suas idéias filosóficas, publicando artigos e ensaios em revistas. Ele publicou coleções de seus artigos em vários livros, nomeadamente Combate pour l'indiví (Luta pelo Individual) (1904) e La sensibilité individualiste (A Sensibilidade Individualista) (1909)
Em 1907, ele apresentou uma tese de doutoramento na Sorbonne, mas nunca foi autorizado. No entanto, ele publicou o projecto sob o título Antinomias Entre l'indivíduos et la société (Antinomias entre o indivíduo ea sociedade) em 1912, expandindo-a dois anos mais tarde, sob o título Pessimisme et individualisme (Pessimismo e Individualismo).
Em 1908, ele disputou as  eleições municipais como candidato socialista, mas não foi eleito. Ele assumiu o lugar de Jules de Gaultier no jornal de filosofia Mercure de France, mantendo a posição por 13 anos. Em 1916, ele fez amizade com o escritor Louis Guilloux.
Durante este período, ele viveu um estilo de vida boêmio, bebendo muito e, notoriamente, marcando ensaios de seus alunos em um bordel local.  Ele se casou com sua segunda esposa, Louise Pierre, em 1923, e se aposentou um ano depois.
Em 5 de Agosto de 1925, ele morreu de um ferimento de bala auto-infligido à cabeça. As razões para o suicídio Palante não está certo, mas ele é conhecido por ter sido vítima de acromegalia, uma doença diagnosticada quando ele era um estudante.

## Filosofia
Como individualista profundo, admirava Nietzsche e mostrou interesse no trabalho de Freud. Seu pensamento também é critico a "socialização do indivíduo", por oprimir e impedir as pessoas de se desenvolver plenamente. Ele no entanto, não se opos a redes sociais, e insistia que sua filosofia não procurava destruir a sociedade para o benefício do indivíduo, mas para ajudar a construir novas redes de interação social. Na sociologia, ele se opôs ao modelo holístico defendido por Emile Durkheim.

## Ideologia política
Inicialmente apoiou as teorias socialistas, apesar de criticar o socialismo estatal do Marxismo, porém cada vez mais ele rejeitou-as como um ideal político, embora ele tenha participado em 1908, as eleições municipais como candidato socialista. 
Ele rejeitou o rótulo de "anarquista", mas suas idéias são no entanto, muitas vezes consideradas como uma forma de anarquismo ou pelo menos como  libertarianismo. Suas idéias têm algo em comum com o liberalismo clássico, incluindo a sua definição do indivíduo e sua oposição a várias barreiras ao comércio. No campo econômico, ele também se opôs aos capitalistas que buscam lucros em detrimento dos pobres.

## Influência
Louis Guilloux escreveu Souvenirs sur Georges Palante ( Memórias de Georges Palante ) e teve a inspiração de Palante, para modelar o caráter do personagem  Cripure (abreviação do Inglês, Critique of pure reason) em seu romance Le Sang Noir ( Sangue Negro ). Ele também coloca idéias de Palante na boca dos personagens de outros romances.
A tese e o livro  de Michel Onfray, Physiologie de Georges Palante ( Fisiologia de Georges Palante ) contribuiu para o renovado interesse no seu trabalho. Em 2002 e 2005 reedições do livro foram legendados como  Portrait d’un nietzschéen de gauche (Retrato de um nietzschiano de esquerda).

## Obras
- Précis de Sociologie, Paris, Alcan, 1901.
- Combat pour l’individu, Paris, Alcan, 1904a.
- La Sensibilité individualiste, Paris, Alcan, 1909.
- Les Antinomies entre l’individu et la société, Paris, Alcan, 1912.
- La Philosophie du bovarysme, Jules de Gaultier, Paris, Mercure de France, 1912.
- « Autour d’une thèse refusée en Sorbonne », Revue du Mercure de France, 1912.
- Pessimisme et individualisme, Paris, Alcan, 1914.
- Du nouveau en politique ! Des problèmes nouveaux ! Des partis nouveaux ! Des hommes nouveaux !, Duperret, 1919.